# 尼崎第三発電所
尼崎第三発電所（あまがさきだいさんはつでんしょ）は、兵庫県尼崎市にあった関西電力の火力発電所。

## 概要
1963年に1号機が運転を開始、3号機までが建設された。
当初、大容量重油専焼火力として日本で最初に設計されたが、経済性と硫黄分の少ない原油生焚きの技術開発に成功したため、原油生焚き設備に変更した。
その後、老朽化に伴い廃止された。
跡地はパナソニック プラズマディスプレイの工場になったが、同工場も2014年に廃止された。

## 廃止された発電設備
- 総出力：46.8万kW[1]

1号機（廃止）
定格出力：15.6万kW
使用燃料：原油
営業運転期間：1963年1月 - 2001年12月15日
2号機（廃止）
定格出力：15.6万kW
使用燃料：原油
営業運転期間：1963年5月 - 2001年12月15日
3号機（廃止）
定格出力：15.6万kW
使用燃料：原油
営業運転期間：1968年9月 - 2001年12月15日